# Hrvatsko filozofsko društvo
Hrvatsko filozofsko društvo (akronim HFD), strukovna je udruga hrvatskih filozofa sa sjedištem u Zagrebu. 

## Povijest i aktivnost društva
Hrvatsko filozofsko društvo je osnovano u Zagrebu 8. prosinca 1957., inicijatori osnivanja društva bili su mlađi nastavnici Filozofskog 
fakulteta u Zagrebu, za prvog predsjednika izabran je profesor
Vladimir Filipović.Društvo je pokrenulo međunarodni filozofski skup Korčulanska ljetna škola, kao i izdavanje vlastitog časopisa Praxis, s međunarodnim izdanjem, to je društvu donijelo zavidnu međunarodnu reputaciju i poseban ugled u tadašnjim krugovima neomarksističkih i analitičkih filozofa.
Nakon gašenja Praxisa 1974. dolazi do trenutačnog zastoja u aktivnosti društva, koje se ponovno budi 1980-ih kad HFD pokreće glasilo Filozofska istraživanja, nakon njega društvo pokreće i međunarodni časopis Synthesis philosophica, koji stječe međunarodnu reputaciju (iako ne takvu kakvu je uživao Praxis). Društvo je pokrenulo i vlastitu nakladničku djelatnost, utemeljenjem biblioteke Filozofska istraživanja, u kojoj je do danas objavljeno više od 130 djela suvremenih hrvatskih filozofa.
HFD je tijekom svoga višedesetljetnog djelovanja organizirao stalne međunarodne 
znanstvene manifestacije poput: Dana Frane Petrića u Cresu (od 1992.), Dubrovačke međunarodne konferencije o sanskrtskim epovima i puranama (od 
1997.), Lošinjske dane bioetike (od 2002.), kao i brojne jednokratne seminare i 
znansvene skupove.

## Predsjednici HFD
| - Vladimir Filipović 1957. – 1958. - Vladimir Filipović 1958. – 1959. - Predrag Vranicki 1959. – 1960. - Predrag Vranicki 1960. – 1961. - Vladimir Filipović 1961. – 1962. - Vladimir Filipović 1962. – 1963. - Gajo Petrović 1963. – 1964. - Branko Bošnjak 1964. (vršitelj dužnosti) - Branko Bošnjak 1964. – 1965. - Danilo Pejović 1965. – 1966. - Danko Grlić 1966. – 1967. - Danko Grlić 1967. – 1968. - Vanja Sutlić 1968. – 1969. - Vanja Sutlić 1969. – 1970. - Marija Brida 1970. – 1971. - Marija Brida 1971. – 1972. - Milan Kangrga 1972. – 1973. - Milan Kangrga 1973. – 1974. - Milan Kangrga 1974. – 1975. | - Vladimir Filipović 1975. – 1976. - Vladimir Filipović 1976. – 1977. - Vanja Sutlić 1977. – 1978. - Branko Bošnjak 1978. - Branko Bošnjak 1978. – 1979. - Hotimir Burger 1979. – 1980. - Hotimir Burger 1980. – 1981. - Nenad Miščević 1981. – 1982. - Nenad Miščević 1982. – 1983. - Gvozden Flego 1983. – 1984. - Gvozden Flego 1984. – 1985. - Branka Brujić 1985. – 1986. - Branka Brujić 1986. – 1987. - Nikola Skledar 1987. – 1988. - Nikola Skledar 1988. – 1989. - Goran Gretić 1989. – 1990. - Goran Gretić 1990. – 1991. - Mislav Ježić 1991. – 1992. - Mislav Ježić 1992. – 1993. | - Ante Pažanin 1993. – 1994. - Ante Pažanin 1994. – 1995. - Ivan Macan 1995. – 1996. - Ivan Macan 1996. – 1997. - Ljerka Schiffler 1997. – 1998. - Ljerka Schiffler 1998. – 1999. - Ljerka Schiffler 1998. – 1999. - Ante Čović 1999. – 2000. - Ante Čović 2000. – 2001. - Milan Polić 2001. – 2002. - Milan Polić 2002. – 2003. - Ivica Martinović 2003. – 2004. - Ivica Martinović 2004. – 2005. - Mislav Kukoč 2005. – 2006. - Mislav Kukoč 2006. – 2007. - Pavo Barišić 2007. – 2008. - Lino Veljak 2009. – 2010. |

## Vanjske poveznice
- Službene stranice Hrvatskog filozofskog društva